# ریویچی مادا
ریویچی مادا (به انگلیسی: Ryoichi Maeda) بازیکن فوتبال اهل ژاپن و عضو تیم ملی فوتبال ژاپن است که در تاریخ ۲۲ اوت ۲۰۰۷ میلادی اولین بازی ملی‌اش را انجام داد. او در ۲۴ بازی ملی حضور داشت و آخرین بازی ملی خود را در تاریخ ۱۴ نوامبر ۲۰۱۲ میلادی انجام داد. ریویچی مادا در بازی‌های ملی‌اش
۱۰ گل به ثمر رساند.